# 하카시야 공화국의 행정 구역
다음은 하카시야 공화국의 행정 구역이다.
- 공화국 지정 도시
  - 아바칸 (수도)
  - 아바자
  - 체르노고르스크
    - 프리고르스크

  - 사야노고르스크
    - 체료무시키
    - 마이나

  - 소르스크
- 군
  - 알타이스키군
  - 아스키스키군
    - 아스키스
    - 비스캄자
    - 베르시나테이

  - 베이스키군
  - 보그라츠키군
  - 오르조니키젭스키군
    - 코피예보

  - 시린스키군
    - 코무나르
    - 시라
    - 투임
    - 젬추즈니

  - 타시팁스키군
  - 우스티아바칸스키군
    - 우스티아바칸